# Gare de Tsukaguchi (Hankyu)
Ne doit pas être confondu avec la gare de Tsukaguchi de la JR West
La gare de Tsukaguchi (塚口駅, Tsukaguchi-eki) est une gare ferroviaire de la ville d'Amagasaki, dans la préfecture de Hyōgo au Japon. La gare est gérée par la compagnie Hankyu.

## Situation ferroviaire
La gare de Tsukaguchi est située au point kilométrique (PK) 10,2 de la ligne Hankyu Kobe. Elle marque le début de la ligne Hankyu Itami.

## Histoire
La gare est inaugurée le 16 juillet 1920.

## Services aux voyageurs

### Accès et accueil
La gare dispose d'un bâtiment voyageurs, avec guichet, ouvert tous les jours.

### Desserte
- Ligne Hankyu Kobe :

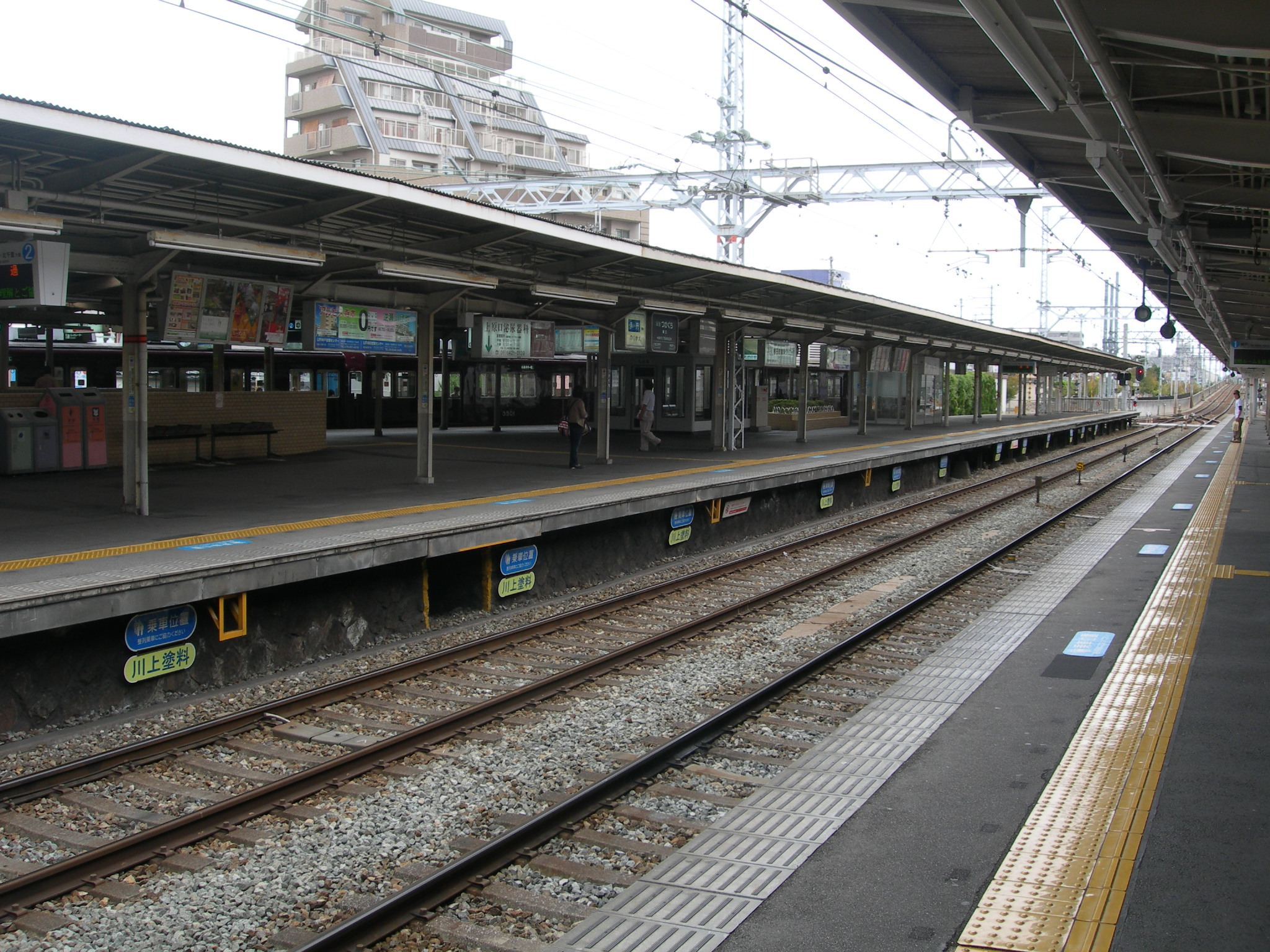
Vue des quais

  - voie 1 : direction Kobe-Sannomiya et Shinkaichi
  - voie 2 : direction Jūsō et Osaka-Umeda
- Ligne Hankyu Itami :
  - voie 3 : direction Itami

### Intermodalité
La gare de Tsukaguchi de la JR West est située à environ 800 m à l'est de la gare.